# Медаль «Золота Зірка» (Азербайджан)
Медаль «Золота зірка» — Медаль Національного Героя Азербайджану, особливий знак відмінності Національного Героя Азербайджану. Найвищий ступінь відзнаки Азербайджанської Республіки.
Затверджена президентом Азербайджану Абульфазом Ельчибеем 25 березня 1992 законом під номером № 201. Вперше цією медаллю були нагороджені 23 людини в червні 1992 року.
Ця нагорода присуджується за особисту мужність і відвагу, проявлені при захисті суверенітету і територіальної цілісності Азербайджанської Республіки, забезпечення безпеки мирного населення.

## Історія
Спочатку медаль мала форму позолоченого півмісяця, зверненого вправо, всередині якого розташовувалася восьмиконечная зірка з гладкими двогранними променями на лицьовій стороні.

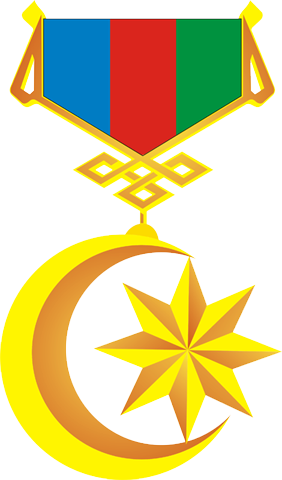
Медаль «Півмісяць і Зірка»

Зворотний бік має гладку поверхню і обмежена по контуру виступаючим тонким обідком. На оборотній стороні в центрі медалі розташований напис опуклими літерами: «Національний Герой Азербайджану». В верхньому промені — номер медалі, висотою в 1 мм. Медаль за допомогою вушка і кільця з'єднується з металевою позолоченою колодочкою, що являє собою п'ятикутну пластинку висотою 20 мм і шириною 26 мм, обрамлену по периметру обідком. Уздовж підстави колодочки йдуть прорізи, внутрішня її частина обтягнута муаровою триколірної стрічкою відповідно до забарвленням Державного прапора Азербайджанської Республіки. Маса 21,5 грама.
Закон від 7 липня 1992 свідчив:

3акон Азербайджанської Республіки від 7 липня 1992 № 201
«Про заснування особливого відзнаки Національного Героя Азербайджану»
Національні збори Азербайджанської Республіки постановляє:
1. Заснувати особливий знак відмінності Національного Героя Азербайджану-медаль «Півмісяць і Зірка».
2. Затвердити зображення і опис медалі «Півмісяць і Зірка» (додаються).
Азербайджанської Республіки Абульфаз Ельчибей.

Після прийняття змін та доповнень відповідно до закону № 429 від 6 лютого 1998 до колишнього закону як знак нагороди «Національний Герой Азербайджану» була випущена медаль «Золота зірка».

## Описання

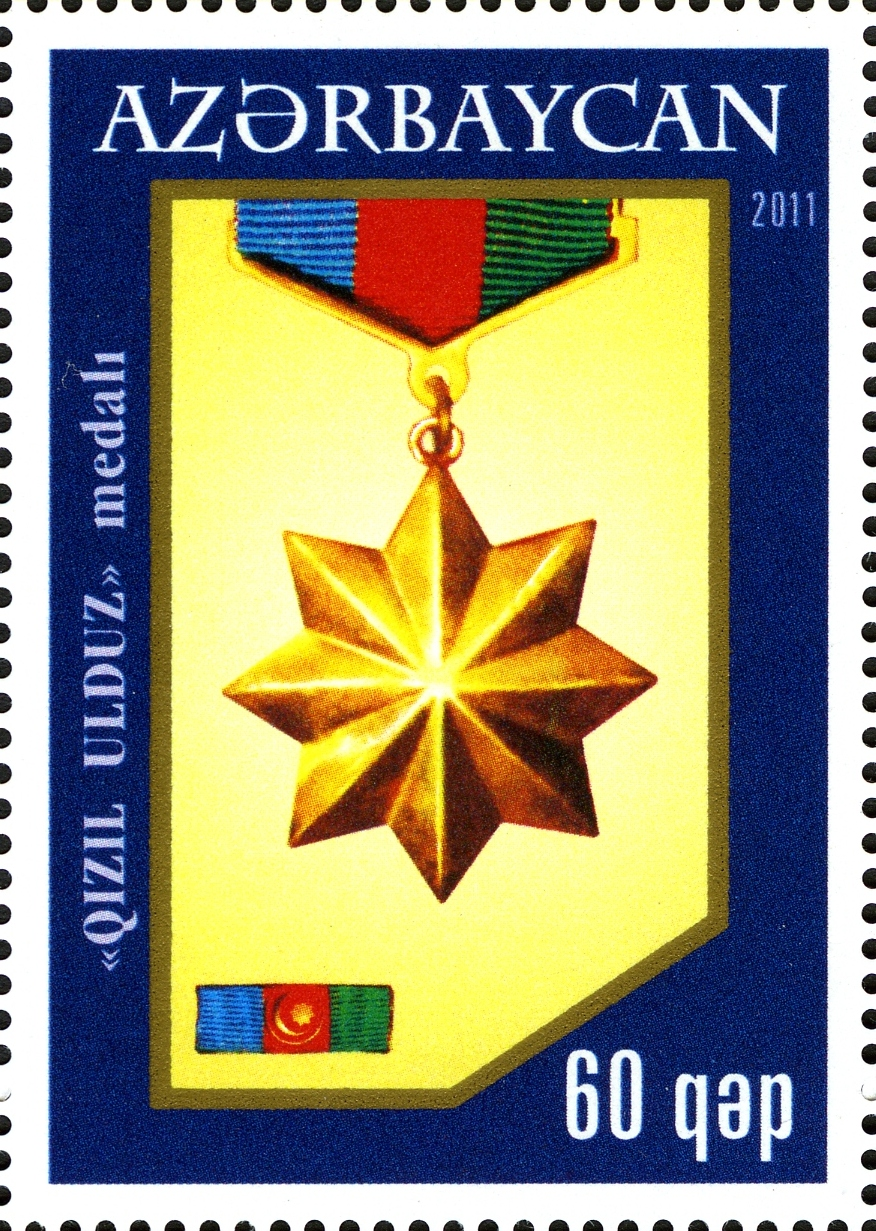
Медаль на марці Азербайджану 2011

Нова медаль «Золота зірка» являє собою золоту восьмиконечную зірку з гладкими двогранними променями діаметром 31,5 мм, з'єднану двома вушками і кільцем з п'ятикутною пластиною, обрамлена по периметру ободком 27×20 мм. Внутрішня частина пластини обтягнута муаровою стрічкою, кольори якої відповідають прапору Азербайджанської Республіки (блакитний, червоний, зелений). На реверсі медалі в центрі є напис «Azərbaycanın Milli Qəhrəmanı». В верхньому промені вигравіруваний порядковий номер. Медаль носиться на лівій стороні грудей вище інших орденів і медалей.